# LexisNexis
A LexisNexis é uma empresa que fornece pesquisa jurídica assistida por computador (CALR), bem como serviços de pesquisa de negócios e gerenciamento de riscos. Durante a década de 1970, a LexisNexis foi pioneira na acessibilidade eletrônica de documentos legais e jornalísticos. Desde 2006, a empresa possui o maior banco de dados eletrônico do mundo para obter informações relacionadas a registros legais e públicos.

## História

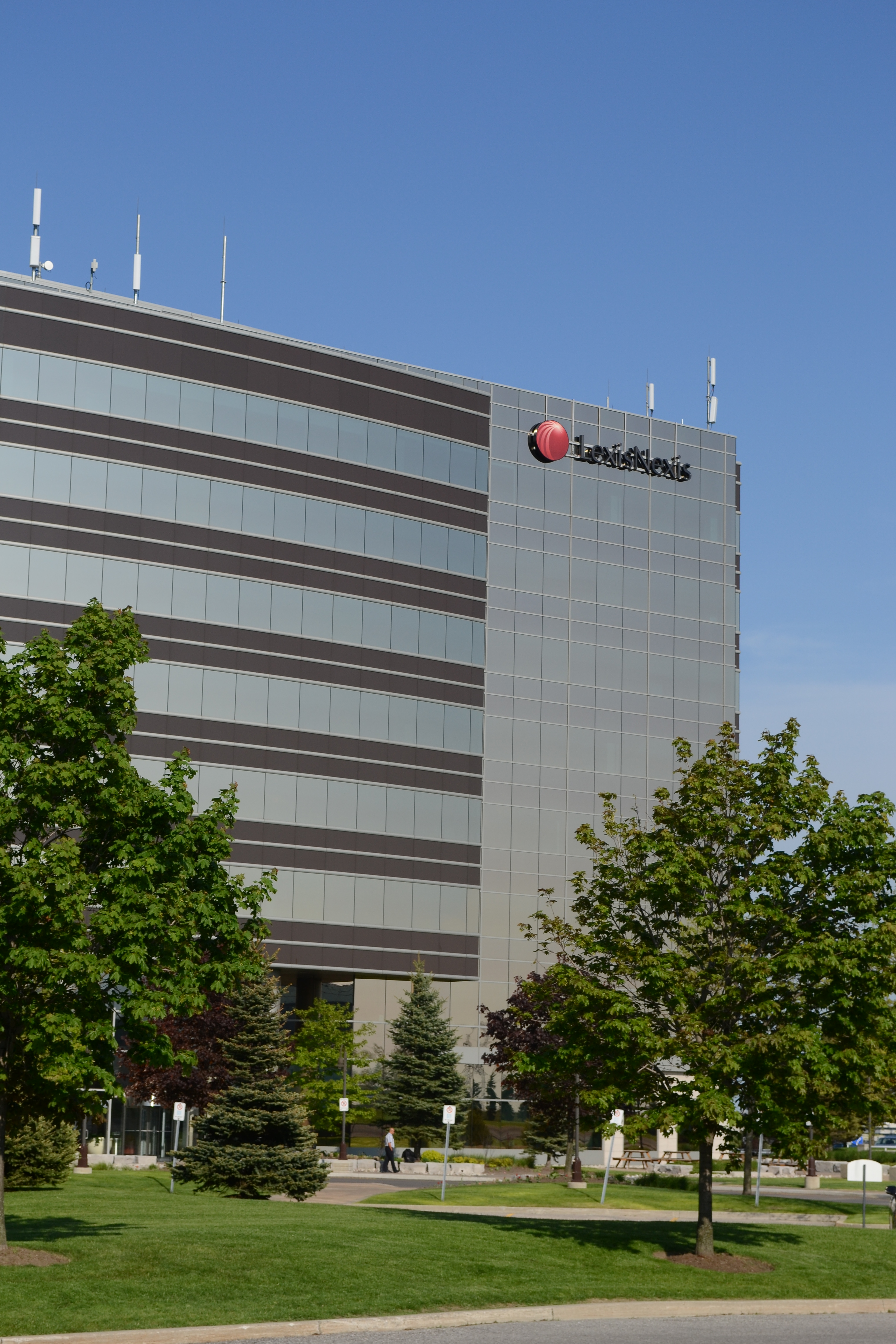
Escritório da LexisNexis em Markham, um subúrbio de Toronto, Ontário, Canadá

A LexisNexis é de propriedade do RELX Group (anteriormente conhecido como Reed Elsevier).
A história da LexisNexis começa no oeste da Pensilvânia em 1956, quando o advogado John Horty começou a explorar o uso da tecnologia CALR em apoio ao seu trabalho em direito hospitalar comparativo no Centro de Direito de Saúde da Universidade de Pittsburgh. Em 1965, o trabalho pioneiro de Horty inspirou a Ohio State Bar Association (OSBA) a desenvolver seu próprio sistema CALR, o Ohio Bar Automated Research (OBAR). Em 1967, o OSBA assinou um contrato com a Data Corporation, um empreiteiro de defesa local, para construir o OBAR com base nas especificações escritas do OSBA. Os dados começaram a implementar o OBAR no Data Central, um sistema interativo de pesquisa de texto completo originalmente desenvolvido em 1964 como Recon Central para ajudar os analistas de inteligência da Força Aérea dos EUA a pesquisar resumos em texto do conteúdo das fotografias de reconhecimento aéreo e por satélite.
Em 1968, a fabricante de papel Mead Corporation comprou a Data Corporation por US$ 6 milhões para obter o controle de sua tecnologia de impressão a jato de tinta. Mead contratou a empresa Arthur D. Little para estudar as possibilidades de negócios da tecnologia Data Central. Arthur D. Little enviou uma equipe de consultores para Ohio, liderada por H. Donald Wilson. Mead pediu um advogado praticante na equipe, então a equipe incluiu Jerome Rubin, um advogado treinado em Harvard com 20 anos de experiência. O estudo resultante concluiu que o mercado não legal era inexistente, o mercado jurídico tinha potencial e o OBAR precisava ser reconstruído para explorar esse mercado com lucro. Na época, as pesquisas do OBAR geralmente levavam até cinco horas para serem concluídas se mais de um usuário estivesse online, e seus terminais originais (substituídos pelos terminais de texto CRT em 1970) eram Teletipos ruidosos com taxas de transmissão lentas de 10 caracteres por segundo. O OBAR também teve problemas de controle de qualidade; Mais tarde, Rubin lembrou que seus dados estavam "inaceitavelmente sujos".
Em fevereiro de 1970, a Mead reorganizou a Divisão de Sistemas de Informação da Data Corporation em uma nova subsidiária da Mead chamada Mead Data Central (MDC). Wilson e Rubin, respectivamente, foram instalados como presidente e vice-presidente. Um ano depois, Mead comprou os interesses da OSBA no projeto OBAR, e o OBAR desapareceu do registro histórico depois desse ponto.
Wilson relutou em implementar a recomendação de seu próprio estudo de abandonar o trabalho do OBAR / Data Central até o momento e começar de novo. Em setembro de 1971, Mead relegou Wilson ao vice-presidente do conselho (ou seja, um papel não operacional) e elevou Rubin a presidente do MDC. Rubin prontamente levou a tecnologia Data Central de volta à Mead Corporation. Sob uma divisão recém-organizada, Mead Technical Laboratories, a Data Central continuou a operar como uma agência de serviços para aplicações não-legais até 1980.
Com isso fora do caminho, Rubin contratou uma nova equipe para criar do zero um serviço de informações inteiramente novo, dedicado exclusivamente à pesquisa jurídica. Ele cunhou um novo nome: LEXIS, de "lex", a palavra latina para lei e "IS" para "serviço de informações". Após várias iterações, as especificações funcionais e de desempenho originais foram finalizadas por Rubin e pelo vice-presidente executivo Bob Bennett no final do verão de 1972. O designer do sistema Edward Gottsman supervisionou a implementação das especificações como código de computador em  funcionamento. Ao mesmo tempo, Rubin e Bennett também orquestraram a digitação necessária dos materiais legais a serem fornecidos pelo LEXIS e projetaram um plano de negócios, estratégia de marketing e programa de treinamento. A sede corporativa da MDC foi transferida para a cidade de Nova York, enquanto o data center ficou em Dayton, Ohio.
De acordo com Trudi Bellardo Hahn e Charles P. Bourne, o LEXIS foi o primeiro dos primeiros serviços de informação a realmente realizar a visão de um futuro em que grandes populações de usuários finais interagiriam diretamente com bancos de dados de computadores, em vez de passar por intermediários profissionais como bibliotecários. Outros serviços de informação inicial, na década de 1970, colidiram com restrições financeiras, estruturais e tecnológicas e foram forçados a recuar para o modelo intermediário profissional até o início da década de 90. Mais tarde, Rubin explicou que eles estavam tentando “quebrar a barreira do bibliotecário. Nosso objetivo era obter um terminal LEXIS na mesa de todos os advogados.” Para convencer os advogados americanos a usar o LEXIS (em um momento em que a alfabetização em computadores era rara), o MDC os direcionou com campanhas agressivas de marketing, vendas e treinamento.
Em 2 de abril de 1973, o MDC lançou publicamente o LEXIS em uma conferência de imprensa na cidade de Nova York, com bibliotecas da jurisprudência de Nova York e Ohio, bem como uma biblioteca separada de materiais fiscais federais. Até o final daquele ano, o banco de dados LEXIS alcançara dois bilhões de caracteres e acrescentara todo o Código dos Estados Unidos, bem como os Relatórios dos Estados Unidos de 1938 a 1973.
Em 1974, o LEXIS estava sendo executado em um computador IBM 370/155 em Ohio, suportado por um conjunto de unidades de armazenamento em disco IBM 3330 que podiam armazenar até 4 bilhões de caracteres. Seu processador de comunicações pode lidar com 62 terminais simultaneamente com a velocidade de transmissão de 120 caracteres por segundo por usuário. Nesta plataforma, a LEXIS conseguiu executar mais de 90% das pesquisas em menos de cinco segundos. Mais de 100 terminais de texto foram implantados em vários escritórios legais (ou seja, escritórios de advocacia e agências governamentais) e já havia mais de 4 000 usuários treinados do LEXIS.
Em 1975, o banco de dados LEXIS havia aumentado para 5 bilhões de caracteres e podia lidar com até 200 terminais simultaneamente. Em 1976, o banco de dados LEXIS incluía jurisprudência de seis estados, além de vários materiais federais. O MDC obteve lucro pela primeira vez em 1977.
Em 1980, a LEXIS concluiu seu banco de dados eletrônico com chave de todos os casos federais e estaduais existentes nos EUA. O serviço NEXIS, adicionado no mesmo ano, forneceu aos jornalistas um banco de dados pesquisável de artigos de notícias.
Em setembro de 1981, Rubin e vários de seus aliados (incluindo Bennett e Gottsman) deixaram o Mead Data Central para buscar outras oportunidades.
Quando a Toyota lançou a linha Lexus de veículos de luxo em 1987, a Mead Data Central processou por violação de marca registrada, alegando que os consumidores de produtos de luxo (como advogados) confundiriam "Lexus" com "Lexis". Uma pesquisa de mercado pediu aos consumidores para identificar a palavra falada "Lexis". Os resultados da pesquisa mostraram que um número nominal de pessoas pensava no sistema de busca legal informatizado; um número igualmente pequeno pensou na divisão de carros de luxo da Toyota. Um juiz decidiu contra a Toyota, e a empresa recorreu da decisão. Mead perdeu a apelação em 1989, quando o Tribunal de Apelações do 2º Circuito considerou que havia pouca chance de confusão do consumidor. Hoje, as duas empresas mantêm um relacionamento comercial amigável e, em 2002, implementaram uma promoção conjunta chamada "Ganhe um Lexus na Lexis!"
Em 1988, Mead adquiriu a Michie Company, uma editora jurídica, da Macmillan.
Em dezembro de 1994, a Mead vendeu o sistema LexisNexis para a Reed Elsevier por US$ 1,5 bilhão. O estado americano de Illinois posteriormente auditou as declarações de imposto de renda de Mead e cobrou a Mead um adicional de US $ 4 milhões em imposto de renda e multas pela venda do LexisNexis; Mead pagou o imposto em protesto e, em seguida, processou um reembolso em um tribunal estadual de Illinois. Em 15 de abril de 2008, a Suprema Corte dos Estados Unidos concordou com Mead que os tribunais de Illinois aplicaram incorretamente os precedentes da Corte sobre se Illinois poderia aplicar constitucionalmente seu imposto de renda à Mead, uma empresa fora do estado com sede em Ohio. O Tribunal reverteu e ordenou que os tribunais inferiores pudessem aplicar o teste correto e determinar se Mead e Lexis eram uma empresa "unitária".

### Aquisições
Em 2000, a LexisNexis comprou a RiskWise, uma empresa de St. Cloud, Minnesota. Também em 2000, a empresa adquiriu o editor jurídico americano Matthew Bender da Times Mirror. Em 2002, adquiriu uma empresa canadense de banco de dados de pesquisa, a Quicklaw. Em 2002, a LexisNexis adquiriu a editora jurídica de Ohio Anderson Publishing. Em 2004, o Reed Elsevier Group, empresa controladora da LexisNexis, comprou a Seisint, Inc, do fundador Michael Brauser de Boca Raton, Flórida. A Seisint abrigou e operou o Intercâmbio de Informações Antiterrorismo Multistate (MATRIX).
Em 9 de março de 2005, a LexisNexis anunciou o possível roubo de informações pessoais de alguns usuários do Seisint. Foi originalmente estimado que 32.000 usuários foram afetados, mas esse número aumentou muito para mais de 310.000. As pessoas afetadas receberam um seguro gratuito contra fraudes e relatórios da agência de crédito por um ano. No entanto, não foi descoberto nenhum relato de roubo ou fraude de identidade decorrente da violação de segurança.
Em fevereiro de 2008, a Reed Elsevier adquiriu o agregador de dados ChoicePoint (antigo símbolo NPSE da NYSE, CPS) em uma transação em dinheiro por US$ 3,6 bilhões. A empresa foi renomeada como LexisNexis Risk Solutions.
Em 2013, a LexisNexis, juntamente com a Reed Elsevier Properties SA, adquiriu marcas editoriais e negócios de Sheshunoff e A.S. Pratt do Thompson Media Group.
A Sheshunoff Information Services, A.S. Pratt, e Alex Information (coletivamente, SIS), fundada em 1972, é uma empresa de publicação impressa e eletrônica que fornece informações a profissionais financeiros e jurídicos do setor bancário, bem como online treinamento e ferramentas para instituições financeiras. O SIS foi fundado em 1971 por Alex e Gabrielle Sheshunoff. A empresa tornou-se reconhecida por fornecer orientação e análise ao setor bancário. Em 1988, a Thompson Media, uma divisão da Thompson Reuters, adquiriu a empresa. Separadamente, os Sheshunoff começaram a publicar os produtos da Alex Information.
Em 1995, o SIS adquiriu a AS Pratt & Sons. Fundada em 1933, acredita-se que a Carta de Pratt seja o segundo boletim mais antigo continuamente publicado no país, atrás da Carta de Washington da Kiplinger, que começou a ser publicada em 1923. A A.S. Pratt é fornecedora de leis regulatórias e ferramentas de trabalho de conformidade para o setor de serviços financeiros.
Gabrielle Sheshunoff retornou em 2004 para unir as marcas AlexInformation, Sheshunoff e A.S. Pratt antes de ser vendida para Thompson em 2008.
Em novembro de 2014, a LexisNexis Risk Solutions comprou a Health Market Science (HMS), um fornecedor de dados sobre profissionais de saúde dos EUA.

## Ofertas de conteúdo jurídico
Os serviços LexisNexis são entregues através de dois sites que exigem assinaturas pagas separadas.
De acordo com um comunicado de imprensa da empresa, o LexisNexis hospeda mais de 30 terabytes de conteúdo em seus 11 mainframes (suportados por mais de 300 servidores UNIX de médio porte e quase 1 000 servidores Windows NT) em seu datacenter principal em Miamisburg, Ohio. O banco de dados da Lexis contém os estatutos e leis atuais dos Estados Unidos e um grande volume de opiniões de casos publicadas que datam da década de 1770 até o presente, bem como opiniões de casos não publicadas publicamente disponíveis a partir de 1980. Em 2000, a Lexis começou a construir uma biblioteca de resumos e propostas. Além disso, a Lexis também possui bibliotecas de estatutos, julgamentos de casos e opiniões de jurisdições como França, Austrália, Canadá, Hong Kong, África do Sul e Reino Unido, além de bancos de dados de revisão de leis e artigos de periódicos jurídicos para países para os quais materiais estão disponíveis.
Anteriormente, o LexisNexis tinha uma versão gratuita simplificada (conhecida como LexisOne), mas ela foi descontinuada e substituída pelo Lexis Communities, que fornece notícias e blogs em várias áreas legais.
Time Matters é uma oferta de software da marca LexisNexis. Lexis para Microsoft Office é uma oferta de software da marca LexisNexis.
Na França, Reino Unido e Austrália, a LexisNexis publica livros, revistas e jornais, tanto em papel quanto online. Os títulos incluem Taxation Magazine, Lawyers Weekly e La Semaine Juridique.

### LexisNexis UK
A organização que acabou se tornando o LexisNexis UK foi fundada em 1818 por Henry Butterworth (1786-1860). Ele era aluno da Escola King Henry VIII, Coventry . Depois de deixar Coventry, foi aprendiz e, durante algum tempo, trabalhou para seu tio Joseph Butterworth, o grande livreiro de direito da Fleet Street . Em 1818, no entanto, a discordância entre eles quanto aos termos da parceria fez com que Henry se estabelecesse por conta própria na esquina da Middle Temple Gate (7 Fleet Street), onde se tornou o conhecido livreiro da rainha.
Butterworths foi adquirida pela International Publishing Corporation em 1965; O IPC foi adquirido pelo Reed Group em 1970. A Heinemann Professional Publishing foi fundida com a Butterworths Scientific em 1990 para formar a Butterworth-Heinemann. O negócio editorial da Butterworths agora pertence e é operado no Reino Unido pela Reed Elsevier (UK) Ltd, uma empresa do Reed Elsevier Group. As publicações continuam a ser produzidas pela RELX (UK) Ltd usando as marcas "LexisNexis", "Butterworths" e "Tolley". Tais publicações incluem as Leis da Inglaterra de Halsbury e os All England Law Reports, entre outros.
O nome Butterworths também é usado para publicar trabalhos em muitos países, como Canadá, África do Sul, Austrália e Nova Zelândia.
A LexisNexis também produz uma gama de software, serviços e produtos projetados para apoiar a prática da profissão de advogado. Por exemplo, sistemas de gerenciamento de casos, sistemas de gerenciamento de relacionamento com clientes ("CRMs"), sistemas de gerenciamento de práticas, sistemas de divulgação eletrônica, produtos de verificação de antecedentes e verificação de identidade.

## Censura
De acordo com as instruções das autoridades chinesas, em 2017, a LexisNexis retirou o Nexis e o LexisNexis Academic da China.

## Outros produtos
O InterAction é um sistema de gerenciamento de relacionamento com clientes projetado especificamente para empresas de serviços profissionais, como contabilidade e escritórios de advocacia.
O Business Insight Solutions oferece ferramentas de notícias e conteúdo comercial e de inteligência de mercado. É um fornecedor global de notícias e informações de negócios e ferramentas de inteligência de mercado para profissionais nos mercados de gerenciamento de riscos, corporativo, político, de mídia e acadêmico.

## Recepção

### Prêmios e reconhecimento
- Em 2010 e 2011, a Campanha dos Direitos Humanos reconheceu a LexisNexis como uma empresa que trata bem seus funcionários lésbicas, gays, bissexuais e transgêneros.[55]
- A revista Training incluiu a LexisNexis na lista "Training Top 125" entre 2007 e 2010. Em 2008, a empresa ficou em 26º lugar na lista, subindo 6 posições em relação ao ano anterior, mas em 2009 ficou em 71º lugar e em 2010 foi em 105º.[56]
- Em 2012, a Nexis ganhou o prêmio SIIA CODIE de melhor recurso de informação política.[57]
- Em 2013, o LexisNexis SmartMeeting ganhou o Stevie Award por vendas e atendimento ao cliente.[58]
- Em 2014, a Nexis ganhou o prêmio SIIA CODIE de melhor solução de informações comerciais.[59]
- A LexisNexis fez a Lista do Almanaque de Gastos com Gastos de 2014 para 50 fornecedores no setor de compras.[60]